# Yo soy Betty, la fea
Yo soy Betty, la fea, o simplemente Betty, la fea, es una telenovela colombiana, producida y emitida por RCN Televisión y creada y escrita por Fernando Gaitán. En 2010, fue incluida en el Libro Guinness de los récords como la «telenovela más exitosa de la historia de la televisión». Se estrenó el 25 de octubre de 1999 y finalizó el 8 de mayo de 2001.
Está protagonizada por Ana María Orozco y Jorge Enrique Abello, con las participaciones antagónicas de Natalia Ramírez, Lorna Paz, Luis Mesa y Julián Arango. 
Su versión original fue emitida en muchos países con gran éxito, incluyendo a toda Iberoamérica, con elevados niveles de audiencia. Gozó de un gran éxito internacional al ser emitida en más de 180 países, ser doblada a 25 idiomas y al contar con al menos unas 28 adaptaciones alrededor del mundo, siendo la telenovela que más adaptaciones ha tenido.
El personaje principal es Beatriz Aurora Pinzón Solano, que es una mujer poco atractiva pero inteligente que trabaja para una compañía de modas llamada Ecomoda. Betty, como cariñosamente le dicen, tiene que soportar constantemente los insultos y desprecios de sus compañeros de trabajo, especialmente de la secretaria Patricia Fernández, el diseñador Hugo Lombardi y la accionista de la empresa Marcela Valencia.
La telenovela se estrenó el 11 de octubre de 2019 a través de video bajo demanda en Netflix con la totalidad de sus 335 episodios. Desde su lanzamiento en plataformas digitales se mantuvo en Netflix en el top 10 de programas más visto dentro de Latinoamérica. A pesar de su éxito en Netflix, el 10 de julio de 2022, el servicio de streaming la retiró de su catálogo por cuestiones de licencia. La telenovela fue trasladada a Prime Video, donde actualmente se pueden ver todos los 335 episodios.

## Argumento
Beatriz Pinzón Solano (Ana María Orozco), también conocida como «Betty», es una economista joven y brillante, aunque poco atractiva, que vive con sus padres en Bogotá. Luego de fracasar en conseguir un empleo acorde con sus estudios y capacidades debido a su apariencia, solicita empleo como secretaria en la empresa de confección Ecomoda. Su jefe inmediato es el recién nombrado presidente Armando Mendoza, (Jorge Enrique Abello) quien se encuentra comprometido con Marcela Valencia (Natalia Ramírez), accionista de la empresa que a su vez ocupa un cargo ejecutivo en la empresa como gerente de puntos de venta. Ecomoda es una de las empresas de moda más importantes del país fundada por Roberto Mendoza (Kepa Amuchastegui) y su esposa Margarita Sáenz (Talú Quintero), padres de Armando, y por Julio y Susana Valencia, padres de Marcela, Daniel (Luis Mesa) y María Beatriz (Pilar Uribe). Tras la muerte de Julio y su esposa Susana en un accidente aéreo, Roberto y Margarita han sido el apoyo de los hijos de la fallecida pareja.
Roberto se retira de la presidencia de Ecomoda después de treinta y cinco años al frente de esta, dejando en su lugar a Armando después de una reñida votación en la junta directiva entre este y Daniel Valencia, con quien sostiene una amarga rivalidad. La junta se define a favor de Armando luego de que este le pide matrimonio a Marcela y de que presentara metas muy ambiciosas en su plan de negocios. La misma junta determina que Armando debe entregarle la presidencia a Daniel al cabo de un año si no alcanza las altas metas prometidas en el momento de su elección. Esto último hace que Daniel se empeñe en tratar de arrebatarle la presidencia a Armando antes de tiempo, siempre sin lograrlo.
Armando contrata a Betty junto con Patricia Fernández (Lorna Paz), íntima amiga de Marcela que accede a trabajar como secretaria para solventar sus crecientes problemas económicos, mientras que Marcela busca tener a Patricia como secretaria de Armando para mantenerlo vigilado debido a sus constantes infidelidades con modelos de Ecomoda. En poco tiempo, Betty logra convertirse en la mano derecha de Armando y ascender al cargo de asistente de presidencia, gracias a sus habilidades y eficiencia como economista. Betty también se gana la confianza personal de Armando y le ayuda a ocultar sus infidelidades, lo cual le cuesta a Betty la enemistad de Marcela. Betty se enamora en secreto de Armando y les confiesa a sus compañeras de oficina y nuevas amigas, grupo conocido como 'El cuartel de las feas', que está enamorada de un empresario adinerado y bien parecido, según la lectura de cartas que hacía Mariana (María Eugenia Arboleda) a Betty. Sin embargo, Betty no les dice que se trata de Armando sino que les habla de Nicolás Mora (Mario Duarte), quien en realidad es simplemente el mejor y único amigo de Betty, quien desde la infancia la ha apoyado, también es economista y se encuentra desempleado, además de ser poco atractivo como Betty. Betty también debe soportar los constantes insultos y burlas de Hugo Lombardi (Julián Arango), el diseñador de Ecomoda y un misántropo, para quien la belleza lo es todo.
Las metas definidas por Armando para su periodo en la presidencia de Ecomoda, y que le permitieron contar con los votos para su elección, contenían graves errores de cálculo que hacían que fuera imposible conseguirlas. Betty analizó el informe en donde se presentaban las metas y le indicó el error a Armando. Ante la desesperación de este, ella elaboró un plan de negocios que permitiría alcanzarlas pero con una reducción significativa en los costos de producción de la próxima colección de la empresa, la primera a cargo de Armando como presidente. Esta reducción de costos implicó bajar la calidad de las telas requeridas para la confección del vestuario, pasando de 100% algodón a 70% algodón y 30% poliéster. La reducción en la calidad de los materiales no gustó a los consumidores, por lo que la colección no logró las ventas esperadas y mucho menos los ingresos requeridos. La compra de los materiales para esta colección se realizó en Rag Tela, quienes le ofrecieron una comisión de $80.000 dólares a Betty a cambio de que convenciera a Armando de comprar las telas con ellos. Betty, en principio había aceptado la comisión, pero luego cambio de opinión y le contó toda la verdad a Armando, quien encaró a Miguel Robles y Diana Medina de Rag Tela, y logró negociar que le pagarán los $80.000 dólares a él. Ese dinero le permite a Armando tener el capital inicial para crear «Inversiones Terramoda», una segunda empresa que en caso de quiebra de Ecomoda pueda realizarle un embargo preventivo, lo cual evita el embargo por parte de los acreedores y bancos. Armando le entrega la propiedad de Terramoda a Betty para que aparezca legalmente como la única propietaria y así evitar sospechas de los verdaderos acreedores de Ecomoda. Esta estrategia jurídica se mantiene en secreto, sólo están al tanto de ella Betty, Armando y Mario Calderón (Ricardo Vélez), vicepresidente comercial de Ecomoda y amigo cercano de Armando. Armando le ordena a Betty «maquillar» los informes financieros que se les presentan a los accionistas para evitar que la junta directiva de Ecomoda se entere de la situación real de la empresa y que la presidencia le sea arrebatada y entregada a Daniel, quien busca descubrir los errores de Armando para quitarle la presidencia sin lograrlo.
Betty contrata a Nicolás como gerente general de Terramoda y comparte con él la situación real de Ecomoda. Poco tiempo después Armando y Mario se enteran de esto y de que Nicolás es, según habladurías de las otras secretarias de Ecomoda, el novio de Betty. Esto les hace imaginar que Betty y Nicolás podrían decidir apoderarse de las dos empresas. Para asegurar la lealtad de Betty, Armando y Mario deciden que Armando debe enamorarla en secreto. Él accede a regañadientes para salvar a Ecomoda, a pesar de lo fea, poco interesante y aburrida que encuentra a Betty. Ella por su parte, cree que Armando está genuinamente enamorado  y accede a tener una relación clandestina con él, aprovechando que nadie sospecharía que Armando pudiera tener un romance con una mujer como Betty, siendo que él es un mujeriego, superficial y constantemente le es infiel a Marcela con las mujeres más hermosas del medio. A pesar de esto, Armando debe soportar la vigilancia constante de Marcela, quien a su vez comienza a sospechar que él tiene una amante, pero siente que en esta ocasión la relación va más allá del simple aspecto sexual, contrario a lo habitual, por lo cual está muy preocupada al ver amenazado su futuro matrimonio.
A medida que las semanas pasan, Betty se enamora más de Armando. A su vez, Armando comienza a ver más allá de la «fealdad» y ve a la persona hermosa que Betty es en realidad. Él se enamora genuinamente de ella, pero mantiene en secreto sus sentimientos enfrente de Mario, que constantemente se burla de Armando por tener que besar al «monstrete», como le llama a Betty. Aunque Armando realmente está enamorado de Betty, este decide no decirle acerca del horrible plan, pensando que Betty no lo perdonaría jamás si lo supiera y se vengaría quitándoles la empresa.

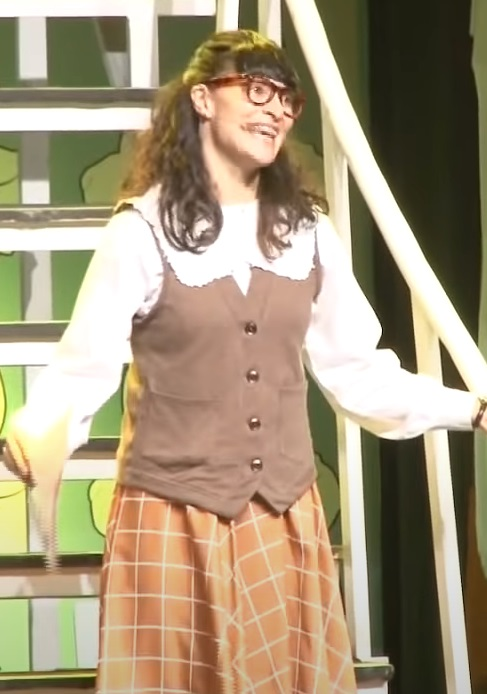
Ana María Orozco interpretando a Betty en la obra de teatro derivada de la telenovela

Betty descubre una carta de Mario para Armando donde le da «instrucciones» para continuar con el falso romance. Betty termina devastada por la forma en que Armando podía sacar provecho de sus sentimientos y se deprime fuertemente. Al día siguiente, en lugar de enfrentarse a él, ella decide vengarse empezando a gastar frívolamente el dinero de Terramoda y haciendo ver más real el supuesto romance con Nicolás, quien decide comprarse un carro lujoso y un celular. Esto con el fin de hacerles creer que ella y Nicolás realmente pretenden apropiarse del dinero de las dos empresas. Sin embargo, Patricia se entera de esto y piensa que Nicolás es rico, por lo que intenta quitarle el novio a Betty, ya que Patricia se encuentra severamente endeudada y su plan es enamorar a Nicolás y sacarle dinero para salvarse de sus deudas personales, mientras que Nicolás lo ve como un amor verdadero sin saber las intenciones de Patricia sobre su vida financiera. Armando intenta sin éxito reconquistar a Betty, sin saber que ella ya está al tanto de sus verdaderos motivos para enamorarla, y a pesar de que su matrimonio con Marcela es inminente.
En la siguiente junta directiva, Betty, al no poder soportar más la situación, revela la verdadera situación de la empresa con lo cual Armando y Mario son obligados a renunciar a sus cargos. A su vez que Daniel revela también conocer la situación de la empresa, decidido a desbancar a Armando. Betty también le revela a Armando que ella sabe la verdad sobre su romance fingido y le cuenta toda la verdad a Marcela, quien iracunda decide cancelar su matrimonio con Armando. Armando intenta explicarle a Betty que sus sentimientos por ella son reales pero no logra convencerla. Betty presenta su renuncia y deja varios documentos con los que espera que la junta directiva pueda recuperar el control de Ecomoda y Terramoda.
Inmediatamente después de su renuncia, Betty empieza a trabajar como asistente de Catalina Ángel (Celmira Luzardo), una relacionista pública contratada frecuentemente por Ecomoda y que descubrió accidentalmente la relación de Armando con Betty. Betty se va a Cartagena con Catalina, quien está a cargo de parte de la organización del Concurso Nacional de Belleza. Allí Betty le cuenta a Catalina la verdad de todo lo que pasó en Ecomoda y Catalina comienza a asesorar a Betty para ayudarle a mejorar su apariencia personal. Aquí Betty conoce a Michel Doinel (Patrick Delmas), un empresario francés radicado en Cartagena y amigo de Catalina, y entre los dos comienza a haber algo de atracción.
Mientras tanto, en Bogotá la junta directiva de Ecomoda se da cuenta de que para salvar a Ecomoda necesitan mantener la estrategia iniciada por Armando (el embargo preventivo de Terramoda a Ecomoda) durante varios meses mientras Ecomoda paga sus deudas, ya que estas no pueden solventarse con los activos de los socios. También se dan cuenta de que para lograr esto necesitan de la ayuda de Betty.

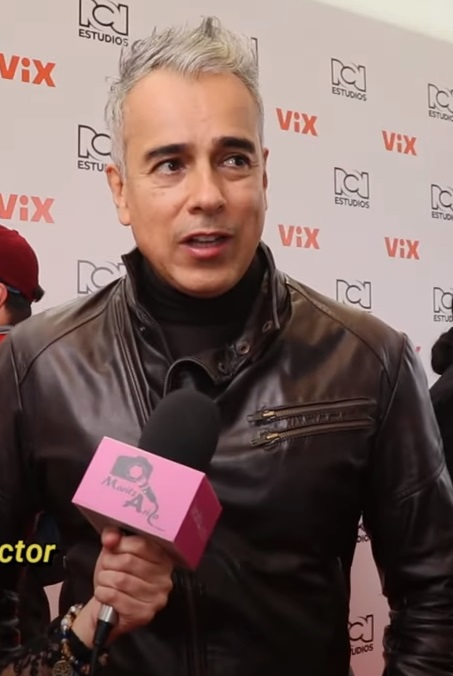
Jorge Enrique Abello, protagonista

Una vez finalizado el concurso de belleza, Betty regresa a Bogotá donde es citada por los socios de Ecomoda. Con asesoría de sus abogados, deciden que la única forma de salvar a Ecomoda es que Betty mantenga el embargo de Terramoda a Ecomoda y que Betty sea nombrada como presidente de Ecomoda, temporalmente, para que sea ella quien negocie con los bancos y demás acreedores de la empresa ya que solo confían en ella para saldar las deudas. Betty asume el cargo y nombra a Nicolás como vicepresidente financiero.
Como presidente de Ecomoda, Betty propone una estrategia comercial que consiste en ofrecer asesoría de moda y color a los clientes de la empresa, de la misma forma que Betty recibió asesoría de Catalina para su cambio de apariencia. A su vez Armando y Mario proponen y realizan además una estrategia por franquicias en América Latina. La estrategia comercial y la de franquicias son un éxito y Ecomoda empieza a recuperarse, aunque provoca la renuncia de Hugo Lombardi. A pesar de su éxito, Betty debe continuar soportando tensos roces con Marcela y el interés de Daniel, además de los asedios de Armando, en quien ya no confía. Mientras ambas estrategias prosperan, Armando conoce en Caracas, Venezuela, a una bella empresaria llamada Alejandra Zing quien se impresiona por la estrategia de Betty e invierte en una franquicia de Ecomoda para Caracas, pero a su vez, Alejandra se interesa en Armando pero él la rechaza pese a la buena química entre ambos sin decirle a quien ama en realidad. Desde entonces Armando rompe definitivamente con Marcela, pero con la visita de Michel a Betty, los celos e inseguridades de Armando aumentan. Este, tras leer el diario de Betty, comprende que el daño que le hizo es todavía mayor del que creía por lo que trata de convencerla de quedarse en Bogotá, especialmente por petición de sus amigas del Cuartel. Betty, hastiada de la situación y sabiendo que Armando leyó su diario, presenta su renuncia con la intención de aceptar un nuevo empleo ofrecido por Michel en Cartagena como gerente de una cadena de restaurantes. Al enterarse, Armando anuncia su intención de irse para dejar en paz a Betty y evitar que ella abandone la presidencia dejando a Ecomoda a la deriva cuando está a poco tiempo de recuperarse. Sin embargo, esto no logra hacer desistir a Betty de su decisión de irse. Ante esto, Daniel se prepara para asumir la presidencia y disolver por completo a Ecomoda, considerándola insalvable.
Al ver el peligro que Ecomoda corre, Marcela decide contarle finalmente a Betty que Armando realmente la ama y le pide a Betty darle una nueva oportunidad a Armando. Marcela le explica que ella ama lo suficientemente a Armando como para desearle que sea feliz, aunque sea con Betty. Después de esto, Marcela renuncia a Ecomoda. Patricia se va con ella.
Luego de su conversación con Marcela, Betty se reconcilia con Armando y los dos desisten de su intención de abandonar Ecomoda y dejarla en manos de Daniel, quién se va derrotado. Bajo la presidencia de Betty, Ecomoda se recupera completamente en pocos meses y Betty es ratificada en su cargo como presidente de Ecomoda.
Finalmente, Betty y Armando se casan y pronto reciben a su hija, María Camila.

## Reparto

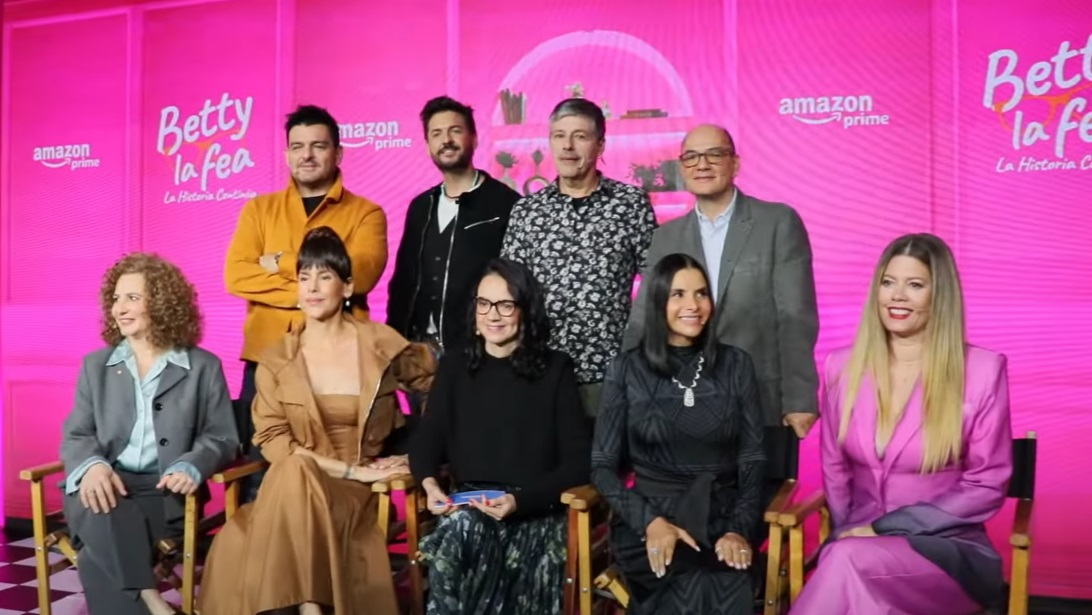
Parte del elenco que participó en la secuela de 2024

### Principales
- Ana María Orozco como Beatriz «Betty» Aurora Pinzón Solano
- Jorge Enrique Abello como Armando Mendoza Sáenz
- Natalia Ramírez como Marcela Valencia
- Lorna Paz como Patricia Fernández
- Luis Mesa como Daniel Valencia
- Julián Arango como Hugo Lombardi
- Ricardo Vélez como Mario Calderón
- Mario Duarte como Nicolás Flaminio Mora Cifuentes
- Kepa Amuchastegui como Roberto Mendoza
- Talú Quintero como Margarita Sáenz de Mendoza
- Adriana Franco como Julia Solano de Pinzón
- Jorge Herrera como Hermes Pinzón Galarza.[15][16][17]
- Pilar Uribe como María Beatriz Valencia
- Julio César Herrera como Freddy Stewart Contreras
- Dora Cadavid como Inés «Inesita» Ramírez de Muriel
- Stefanía Gómez como Aura María Fuentes Rico
- Paula Peña como Sofía López de Rodríguez
- Luces Velásquez como Bertha Muñoz de González
- Marcela Posada como Sandra Patiño
- María Eugenia Arboleda como Mariana Valdés

### Secundarios
- Alberto León Jaramillo como Saúl Gutiérrez
- Martha Isabel Bolaños como Jenny García «La Pupuchurra», «La Impulsadora»
- Celmira Luzardo como Catalina Ángel
- Patrick Delmas como Michel Doinel
- David Ramírez como Wilson Sastoque Mejía
- Raúl Santa como Efraín Rodríguez Merchán
- Alberto Valdiri como Gordito González
- Angeline Moncayo como Karina Larson
- Carlos Serrato como Gustavo Olarte
- César Mora como Doctor Antonio Sánchez
- Claudia Becerra como Mónica Agudelo
- Diego Cadavid como Román
- Diego Vivanco como Rolando
- Germán Tovar como Abogado José Ambrosio Rosales
- Hugo Pérez[18] como Rafael Muriel
- Iván Piñeros como Jimmy Fuentes[19]
- Lorena McAllister como Diana Medina
- Luis Enrique Roldán como Doctor Juan Manuel Santamaría
- Paulo Sánchez Neira como Ingeniero Miguel Ortiz
- Rubén Óliver como Miguel Robles
- Scarlet Ortiz como Alejandra Zingg
- Verónica Ocampo como Claudia Bosch
- Vilma Vera como Maruja Bravo de Gutiérrez
- Yesenia Valencia como Susi

### Invitados
- Adriana Arboleda: modelo y presentadora colombiana
- Alberto Linero: sacerdote colombiano
- Amada Rosa Pérez: modelo y actriz colombiana
- Anasol: cantautora colombiana
- Andrea Nocetti: Miss Colombia 2000
- Andrea Serna: presentadora colombiana
- Andrés Pastrana: presidente de Colombia 1998-2002
- Armando Manzanero: cantautor mexicano
- Bettina Spitz: diseñadora colombiana
- Catalina Acosta: Miss Colombia 1999
- Catalina Maya: modelo colombiana
- Cecilia Bolocco: Miss Universo 1987, presentadora chilena
- Charlie Zaa: cantante colombiano
- Claudia Elena Vásquez: Miss Colombia 1996
- Claudia Gurisatti: periodista y presentadora colombiana
- Diva Jessurum: presentadora colombiana
- Eyla Adrián: presentadora venezolana
- Fanny Kertzman: exdirectora de la DIAN
- Franco De Vita: cantautor italo-venezolano
- Gino Molinari: conductor ecuatoriano
- Gisela Valcárcel: conductora peruana
- Gloria Calzada: conductora mexicana
- José Gabriel Ortiz: conductor colombiano
- Karoll Márquez: actor y cantante colombiano
- Kike Santander: compositor y productor discográfico colombiano
- Laura Flores: actriz y conductora mexicana
- Lina Marulanda: modelo y presentadora colombiana
- María Rocío Stevenson: presentadora y virreina del Señorita Colombia 2000
- Mario Duarte: cantante colombiano
- Moris Rodríguez: cantante colombiano
- Norma Nivia: modelo y actriz colombiana
- Olga Tañón: cantante puertorriqueña
- Patricia Vásquez: actriz y modelo colombiana
- Paula Andrea Betancourt: Miss Colombia 1992 y Primera finalista en Miss Universo 1993
- Pilar Castaño: presentadora colombiana
- Raymundo Angulo: presidente del Concurso Nacional de Belleza de Colombia
- Ricardo Montaner: cantautor argentino-venezolano
- Santiago Cruz: cantante colombiano
- Silvia Tcherassi: diseñadora colombiana
- Taís Araújo: actriz brasileña
- Valeria Mazza: exmodelo y empresaria argentina

## Premios y nominaciones

### Premios TvyNovelas Colombia
| Año  | Categoría                | Nominado              | Resultado |
| ---- | ------------------------ | --------------------- | --------- |
| 2001 | Mejor telenovela         | Fernando Gaitán       | Ganador   |
| 2001 | Mejor actriz protagónica | Ana María Orozco      | Ganadora  |
| 2001 | Mejor actor protagónico  | Jorge Enrique Abello  | Ganador   |
| 2001 | Mejor actriz antagónica  | Natalia Ramírez       | Ganadora  |
| 2001 | Mejor actor antagónico   | Luis Mesa             | Ganador   |
| 2001 | Mejor actriz de reparto  | Lorna Paz             | Ganadora  |
| 2001 | Mejor actor de reparto   | Julián Arango         | Nominado  |
| 2001 | Mejor libretista         | Fernando Gaitán       | Ganador   |
| 2001 | Mejor director           | Mario Ribero          | Ganador   |
| 2001 | Mejor actor revelación   | Julio César Herrera   | Ganador   |
| 2001 | Mejor actriz revelación  | Martha Isabel Bolaños | Ganadora  |

### Premios TvyNovelas México[20]
| Año  | Categoría                           | Nominado             | Resultado |
| ---- | ----------------------------------- | -------------------- | --------- |
| 2001 | Mejor telenovela extranjera         | Fernando Gaitán      | Ganador   |
| 2001 | Mejor actriz protagónica extranjera | Ana María Orozco     | Ganadora  |
| 2001 | Mejor actor protagónico extranjero  | Jorge Enrique Abello | Ganador   |

### Premios India Catalina
| Categoría              | Nominado             | Resultado | Ref.          |
| ---------------------- | -------------------- | --------- | ------------- |
| Mejor telenovela       | Mejor telenovela     | Ganadora  | [ 21 ] [ 22 ] |
| Mejor actriz principal | Ana María Orozco     | Ganadora  | [ 21 ] [ 22 ] |
| Mejor actor principal  | Jorge Enrique Abello | Nominado  | [ 21 ] [ 22 ] |
| Mejor libreto          | Fernando Gaitán      | Ganador   | [ 21 ] [ 22 ] |
| Revelación artística   | Julio César Herrera  | Ganador   | [ 21 ] [ 22 ] |

### Premios Grammy Latinos
| Año  | Categoría                                       | Nominado         | Trabajo       | Resultado |
| ---- | ----------------------------------------------- | ---------------- | ------------- | --------- |
| 2001 | Mejor canción escrita para un medio audiovisual | Francisco Canaro | Se dice de mí | Nominada  |

### TV Adicto Golden Awards
| Año  | Categoría                                | Nominado        | Resultado |
| ---- | ---------------------------------------- | --------------- | --------- |
| 2010 | Mejor telenovela colombiana de la década | Fernando Gaitán | Ganadora  |

### 2 de Oro
| Año  | Categoría                          | Nominado         | Resultado |
| ---- | ---------------------------------- | ---------------- | --------- |
| 2000 | Mejor actriz internacional del año | Ana María Orozco | Ganadora  |

## Recepción e índices de audiencia
La novela se estrenó en Colombia con un 40 % de cuota de pantalla, el cual se incrementó hasta alcanzar el 50 %, y a veces el 70 % (es decir, 25 millones de colombianos frente al televisor). El 20 de junio, cuando se emitió el capítulo 162 de 338, en el que Armando invita a salir a Betty, su éxito hizo que pautar un solo minuto de la novela costara 25 millones de pesos colombianos (alrededor de 50 000 USD), más del doble que la mayoría de novelas de RCN de aquella época, cuya pauta por minuto costaba entre 11 y 12 millones de pesos. Durante su emisión y por varios años rompió todos los récords de sintonía, gracias a lo cual Betty dejaba ganancias estimadas entre 2 800 y 3 000 millones de pesos mensuales. «Es nuestra telenovela más famosa [...] Y la popularidad del personaje homosexual nos dejó estupefactos», declaró Yolima Celis, una directora del canal. Por su parte, Ana María Orozco, quien encarnó al personaje de Betty, le dijo al periódico La Opinión en septiembre de 2000: «La verdad es que no esperaba que la serie tendría tanto éxito fuera de mi país [...] Creo que Betty, la fea contribuye a darle valor a la mujer por sus cualidades. Muchas feítas se sienten reivindicadas; por fin les ha llegado su momento».
Betty también cambió la hora habitual de ver televisión: se reportó que durante su transmisión el apagado de los televisores se retrasó de las 9:00 p. m. a las 9:40 p. m., reuniendo cada noche a tres millones y medio de colombianos. En su momento de mayor éxito, la cadena juvenil La Mega, de RCN Radio, transmitía simultáneamente la telenovela en FM. Tampoco estuvo exenta de comentarios desfavorables, como lo afirmó Pilar Lozano en el diario español El País: «Los que la critican aseguran que, salvo la fealdad de la protagonista, la telenovela recurre a la manida fórmula de la pobre que se enamora de su rico y apuesto jefe. Con una agravante: Armando, su socio Mario y otros de los personajes masculinos representan la más burda expresión del machismo y la utilización de la mujer». Aunque también se refirió a los comentarios que opinaban que la «transformación» de Betty a una mujer bella «traicionó la idea inicial», Lozano concluyó que «sea lo que sea, Betty la fea pasará a la historia como la novela que, con bajos costos, ha generado más impacto».
Según datos suministrados por IBOPE Colombia, en su capítulo final marcó 21,2 de cuota de pantalla, logrando finalmente un promedio de 17,4 y un índice de audiencia de 56,3 %, convirtiéndose así en la tercera producción más vista en la historia de la televisión colombiana[cita requerida] después de A Corazón Abierto y Pasión de Gavilanes.
El último tramo de su emisión en Argentina trepó a unos 26.3 puntos de cuota de pantalla, hasta promediar los 30. En Venezuela, esta telenovela a través de la cadena Radio Caracas Televisión, lideró la sintonía durante su estreno, en el horario de las 13:00 entre los años 2000 y 2001, con un éxito avasallante. Cabe destacar que en los años 2005 y 2010 se retransmitió en este país pero a través de Televen en el horario de las 20:00. En Ecuador, Gamavisión realizó especiales con los invitados del programa así como un concurso temático de la serie.

## Adaptaciones
La siguiente tabla es una lista de todos los países que han realizado su propia adaptación de la telenovela; bajo su propia cultura con respecto a la belleza, fealdad, estrato social y socioeconómico.
| País            | Nombre                 | Canal                         | Actriz protagonista     | Año de estreno                                              | Temporadas | Episodios |
| --------------- | ---------------------- | ----------------------------- | ----------------------- | ----------------------------------------------------------- | ---------- | --------- |
| Alemania        | Verliebt in Berlin     | Sat.1                         | Alexandra Neldel        | 25 de febrero de 2005                                       | 2          | 645       |
| Argelia         | Timoucha (Amor)        | Televisión en vivo            | Mina Lachter            | 24 de abril de 2020                                         |            |           |
| Bélgica         | Sara                   | vtm                           | Veerle Baetens          | 25 de septiembre de 2007                                    | 1          | 200       |
| Brasil          | Bela, a Feia           | Rede Record                   | Giselle Itié            | 4 de agosto de 2009                                         | 1          | 217       |
| Brasil          | Blogueirinha, a Feia   | Dia TV                        | Bruno Matos             | 23 de septiembre de 2024                                    | 1          | TBA       |
| Costa Rica      | Lety, la Fea           | Repretel                      | Natalia Monge           | 25 de diciembre de 2015                                     | 1          | 10        |
| China           | Chou Nu Wu Di          | Hunan Satellite TV            | Li Xinru                | 28 de septiembre de 2008                                    | 5          | 400       |
| Ecuador         | Veto al Feo            | Ecuavisa                      | Efraín Ruales           | 16 de abril del 2013                                        | 1          | 9         |
| España          | Yo soy Bea             | Telecinco                     | Ruth Núñez              | 10 de julio de 2006                                         | 3          | 773       |
| Egipto          | Heba Regl El Ghorab    | OSN / CBC                     | Amy Samir Ghanem        | 1 de enero de 2014                                          | 4          | 164       |
| Egipto          | Heba Regl El Ghorab    | OSN / CBC                     | Nahed Al-Sibai          | 1 de enero de 2014                                          | 4          | 164       |
| Estados Unidos  | Ugly Betty             | ABC                           | America Ferrera         | 28 de septiembre de 2006                                    | 4          | 85        |
| Estados Unidos  | Betty en NY            | Telemundo                     | Elyfer Torres           | 6 de febrero de 2019                                        | 1          | 123       |
| Filipinas       | I ♥ Betty la fea       | ABS-CBN                       | Bea Alonzo              | 8 de septiembre de 2008                                     | 1          | 163       |
| Georgia         | Gogona Gareubnidan     | 1TV                           | Tina Makharadze         | 2010                                                        | 2          | 82        |
| Grecia          | Maria, i Asximi        | Mega Channel                  | Aggeliki Daliani        | 1 de enero de 2007                                          | 2          | 302       |
| India           | Jassi Jaissi Koi Nahin | SET                           | Mona Singh              | 2003                                                        | 1          | 548       |
| Israel          | Esti Ha'mechoeret      | SET                           | Riki Blich              | 3 de julio de 2003                                          | 1          | 38        |
| México          | La fea más bella       | Televisa                      | Angélica Vale           | 23 de enero de 2006                                         | 1          | 300       |
| Países Bajos    | Lotte                  | Talpa                         | Nyncke Beekhuyzen       | 19 de febrero de 2006                                       | 2          | 82        |
| Polonia         | BrzydUla               | TVN                           | Julia Kamińska          | 6 de octubre de 2008                                        | 2          | 235       |
| Polonia         | BrzydUla 2             | TVN                           | Julia Kamińska          | 5 de octubre de 2020                                        | 3          | 233       |
| Portugal        | Tudo Por Amor          | TVI                           | Sofia Duarte Silva      | 22 de abril de 2002                                         | 1          | 180       |
| República Checa | Ošklivka Katka         | TV Prima                      | Kateřina Janečková      | 3 de marzo de 2008                                          | 2          | 73        |
| Rusia           | Ne Rodis' Krasivoy     | STS                           | Nelly Uvarova           | 5 de septiembre de 2005                                     | 2          | 200       |
| Serbia Croacia  | Ne daj se, Nina        | FOX Televizija RTL Televizija | Lana Gojak              | 29 de octubre de 2007 (Serbia) 3 de enero de 2008 (Croacia) | 1          | 52        |
| Tailandia       | Ugly Betty Thailand    | Thairath TV / True4U          | Pratchayanan Suwanmanee | 9 de marzo de 2015                                          | 1          | 26        |
| Turquía         | Sensiz Olmuyor         | Show TV                       | Özlem Conker            | 2005                                                        | 1          | 180       |
| Ucrania         | Моя улюблена Страшко   | 1+1 (canal de televisión)     | Iryna Poplavska         | 30 de agosto de 2021                                        |            |           |
| Vietnam         | Cô Gái Xấu Xí          | VTV3                          | Nguyễn Ngọc Hiệp        | 11 de febrero de 2008                                       | 1          | 176       |

### Yo soy Betty, la fea: en teatro
En 2017, el elenco se reúne para realizar nuevamente la historia de "Yo soy Betty, la fea" esta vez en teatro, como un episodio de la novela nunca emitido. Cuenta con el elenco, director, escritor, vestuarista, maquilladora y técnicos originales teniendo el protagonismo Ana María Orozco como Betty y las actuaciones estelares de Jorge Enrique Abello, Lorna Cepeda, Estefanía Gómez, Paula Peña, Luces Velásquez, Marcela Posada, Natalia Ramírez, Julián Arango, Julio César Herrera, Jorge Herrera, Martha Isabel Bolaños y Alberto León Jaramillo. Otros actores se incorporaron en el reparto como Luciano D' Alessandro, Juan Carlos Yela en reemplazo de Julián Arango que rechazó el papel para teatro, y Jairo Ordóñez quien tomó el papel de Nicolás Mora en reemplazo de Mario Duarte, por motivo de que Mario Duarte no pudo asistir al evento. Ricardo Vélez tampoco participa en esta versión.
En 2019, parte de su elenco realizó una gira a Honduras.

### Continuación
En 2024 se realiza una nueva versión con gran parte del elenco original, titulada Betty la fea: la historia continúa a través de Prime Video.